# DIN 31635
DIN 31635 (Deutsches Institut für Normung) är ett romaniseringssystem for arabisk skrift som togs i bruk 1982. Det baserar sig på Deutsche Morgenländische Gesellschafts regler for romanisering så som de slogs fast av den internationella orientalistkongressen i Rom år 1936. Den viktigaste förändringen som gjordes var att ﺝ (kan uttalas både [dʒ] och [g]) romaniserades som ǧ i stället för j. 
De tjugoåtta arabiska bokstäverna skrivs latinskt enligt nedan i DIN 31635:
| arab. | ﺍ    | ﺏ | ﺕ | ﺙ | ﺝ  | ﺡ | ﺥ | ﺩ | ﺫ | ﺭ | ﺯ | ﺱ | ﺵ | ﺹ  | ﺽ  | ﻁ  | ﻅ  | ﻉ | ﻍ | ﻑ | ﻕ | ﻙ | ﻝ | ﻡ | ﻥ | ه | ﻭ    | ﻱ    |
| lat.  | ʾ/ā  | b | t | ṯ | ǧ  | ḥ | ḫ | d | ḏ | r | z | s | š | ṣ  | ḍ  | ṭ  | ẓ  | ʿ | ġ | f | q | k | l | m | n | h | w/ū  | y/ī  |
| IPA   | ʔ/æː | b | t | θ | dʒ | ħ | x | d | ð | r | z | s | ʃ | sˁ | d̪ˁ | t̪ˁ | ðˁ | ʕ | ɣ | f | q | k | l | m | n | h | w/uː | j/iː |